# Руа Конту
Руа Конту (фр. Roy Contout, нар. 11 лютого 1985, Каєнна) — гвіанський футболіст, нападник.

## Клубна кар'єра
Народився в місті Каєнна, де і почав займатись футболом. Згодом перебрався до материкової Франції, де навчався футболу в академіях клубів «Шатору» та «Бове Уаз». На початку 2003 року Конту розпочав залучатись до матчів першої команди «Бове Уаз» в Лізі 2, проте за підсумками сезону 2002/03 клуб вилетів до третього дивізіону, де Руа і продовжив виступи.
Влітку 2004 року, після того як його рідний клуб вилетів у четвертий дивізіон, Конту підписав контракт з «Мецом», у складі якого в першому ж сезоні дебютував у Лізі 1 під керівництвом Жана Фернандеса. Наступного року новий тренер Жоель Мюллер продовжив довіряти Конту і той у 2006 році в матчі з «Бордо» забив свій перший гол в Лізі 1, який, однак, не врятував команду від вильоту в Лігу 2 в кінці сезону. Френсіс Де Таддео, новий тренер «Меца», не розраховував на Конту, який зіграв тільки дві грі у чемпіонаті в протягом сезону 2006/07 років, тим не менше, він виграв Лігу 2 і повернувся в еліту.
Тим не менше Руа змушений був залишитись у другому дивізіоні, оскільки в «Меці» на нападника не розраховували і він підписав контракт на два роки з «Ам'єном». Протягом першого сезону Конту не забив жодного гола в чемпіонаті у 21 матчі, проте залишився в команді на наступний рік, де став основним гравцем і відзначився 7 голами у 35 матчах сезону 2008/09, але він не зміг врятувати команду від вильоту в третій дивізіон.
Після цього Конту на правах вільного агента підписав трирічний контракт з клубом Ліги 1 «Осер», де знову став працювати під керівництвом Жана Фернандеса. Він став одним з архітекторів команди в сезоні 2009/10, який вона закінчила на високому третьому місці з кваліфікацією в Лігу чемпіонів. У наступному році він продовжив бути основним гравцем і дебютував у Лізі чемпіонів сезону 2010/11. У червні 2011 року він продовжив свій контракт ще на три роки, до червня 2015 року. Але після вильоту «Осера» до Ліги 2 в 2012 році, він 13 липня перейшов у «Сошо», підписавши контракт на три роки.. Проте і в цій команді повний контракт відпрацювати не зумів, оскільки і цей клуб вилетів з вищого дивізіону за підсумками сезону 2013/14, після чого Руа покинув клуб.
1 вересня 2014 року на правах вільного агента приєднався до бельгійського клубу «Мускрон-Перювельз», але у команді не закріпився і наступного року перейшов у марокканський «Ренессанс Беркан». Всього за сезон встиг відіграти за клуб з Беркана 20 матчів в національному чемпіонаті, після чого покинув клуб.

## Виступи за збірну
2005 року Конту провів два матчі за молодіжну збірну Франції, з якою виграв Турнір у Тулоні, проте надалі став виступати за збірну своєї батьківщини.
9 червня 2012 року дебютував в офіційних матчах у складі національної збірної Французької Гвіани в товариській грі проти збірної Суринаму (2:1).
У складі збірної був учасником розіграшу Золотого кубка КОНКАКАФ 2017 року у США, де зіграв у всіх трьох матчах, а в першій грі проти збірної Канади (2:4) відзначився голом.